# Kleine Sommerschwester
Kleine Sommerschwester  (jap. 夏の妹, Natsu no Imōto) ist ein japanischer Film von Nagisa Ōshima aus dem Jahr 1972.

## Handlung
Die vierzehnjährige Sunaoko fährt mit ihrer zukünftigen Stiefmutter Momoko nach Okinawa, um den Sohn ihres früheren Mannes und ihren möglichen Bruder Tsuruo Omura zu besuchen. Mit einem Brief, in dem Tsuruo seine kleine Schwester einlädt beginnt der Sommerurlaub auf Okinawa. Als die Frauen Tsuruo treffen stellt sich heraus, dass sie Momoko für ihre Schwester gehalten haben.

## Kritik
Das Lexikon des internationalen Films merkte an, „die mit einer an Ozu erinnernden Ruhe und Heiterkeit entfaltete Familienerzählung macht gleichzeitig den ganzen Schrecken der Geschichte spürbar; die Grausamkeiten, die sich im Krieg zwischen Japan und Okinawa abgespielt haben. Der Film sieht aus wie ein Urlaubsstreifen, die Farben der auf 35 mm aufgeblasenen 16-mm-Kopie haben die gleiche irreale, utopische Heiterkeit wie die Musik. Gegenwart und Tradition, Privates und Politisches sind zu einer harmonischen Einheit verbunden: Selbst der Sühnetod eines Japaners am Ende vollzieht sich in heiterer Gelassenheit.“